# John Braithwaite (Ingenieur)

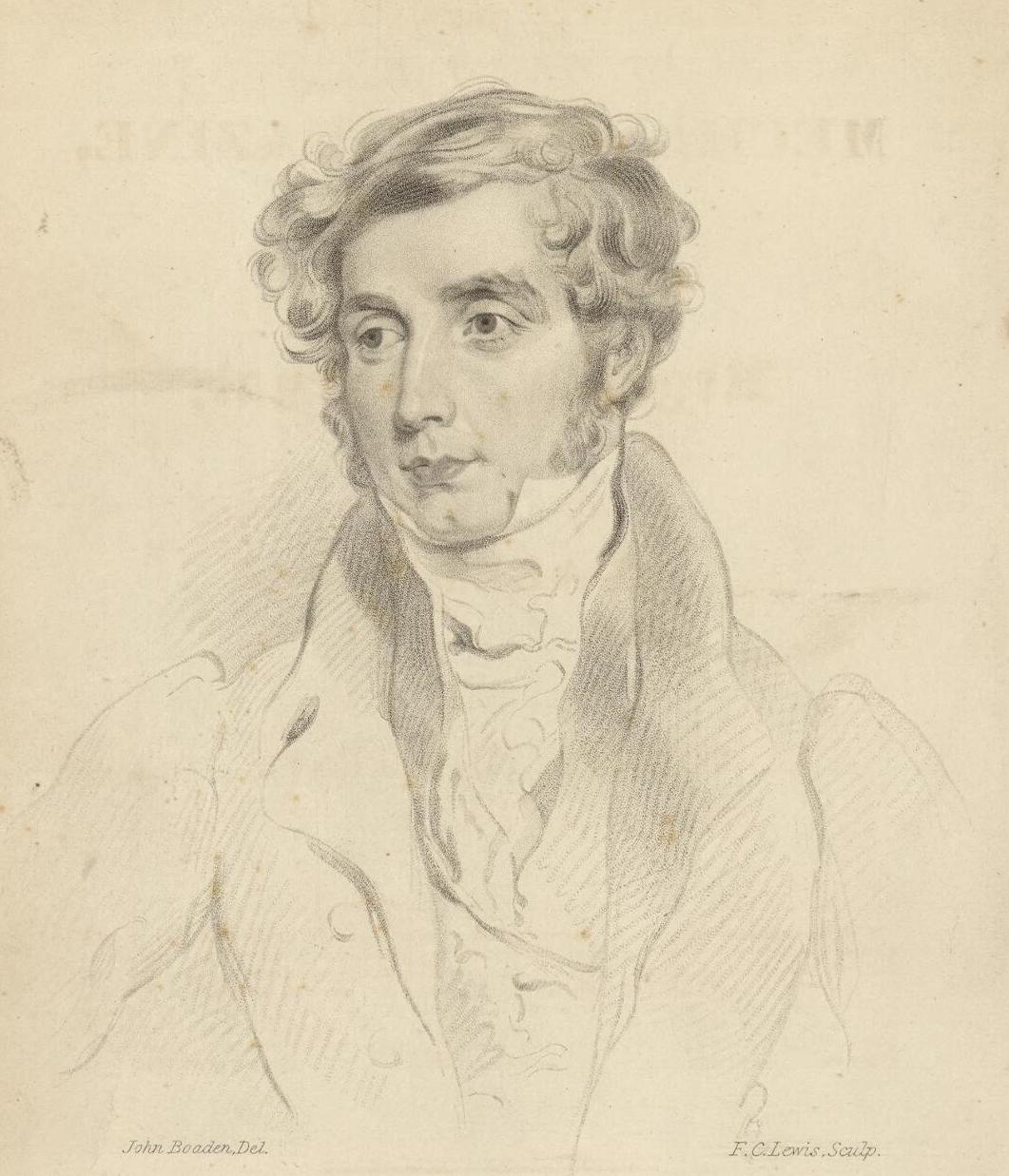
John Braithwaite

John Braithwaite der Jüngere (* 19. März 1797 in London; † 25. September 1870 ebenda) war ein englischer Ingenieur und Erfinder des ersten dampfbetriebenen Feuerwehrfahrzeuges.

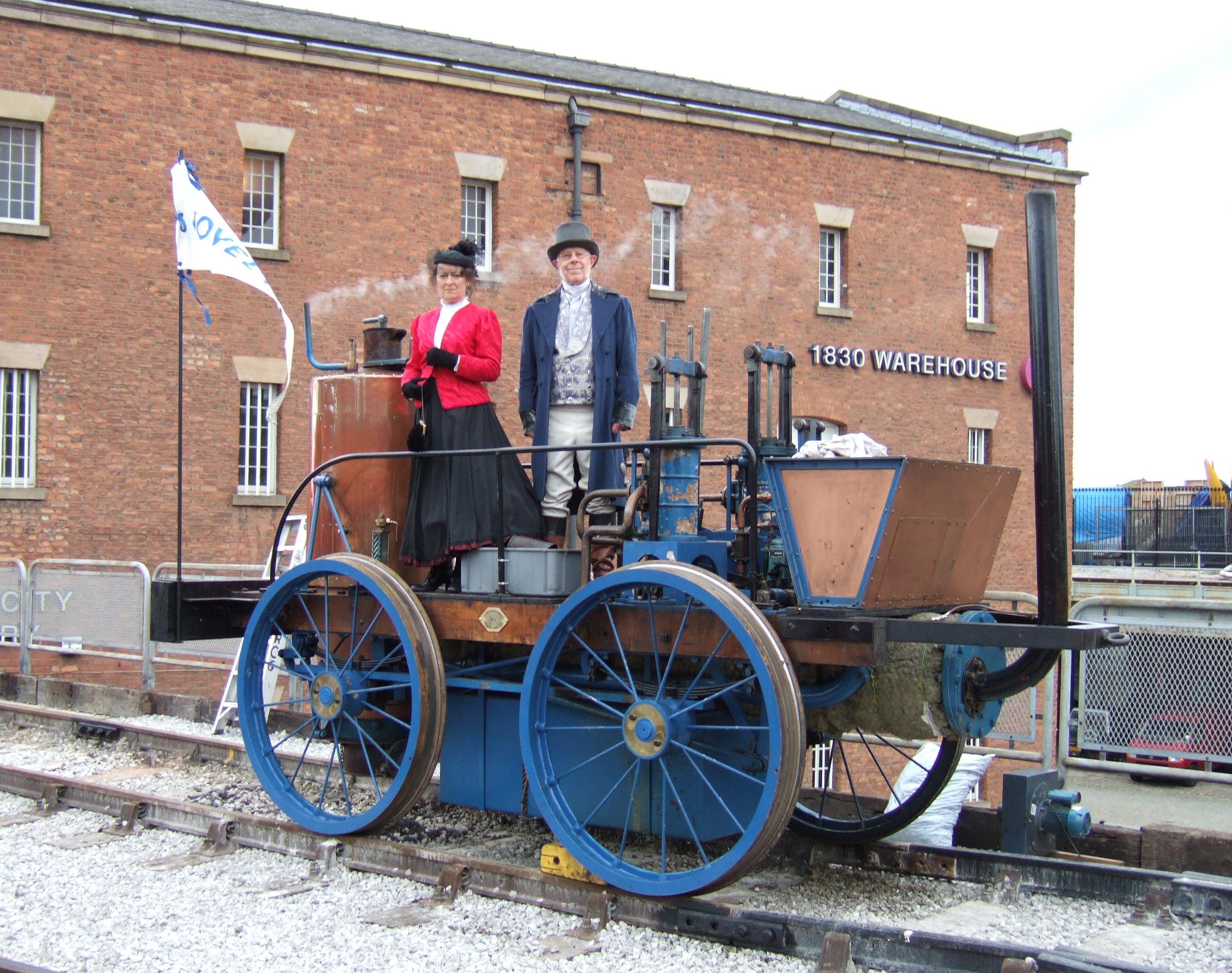
Moderner Nachbau der The Novelty, mit einem Nachkommen von Braithwaite an Bord

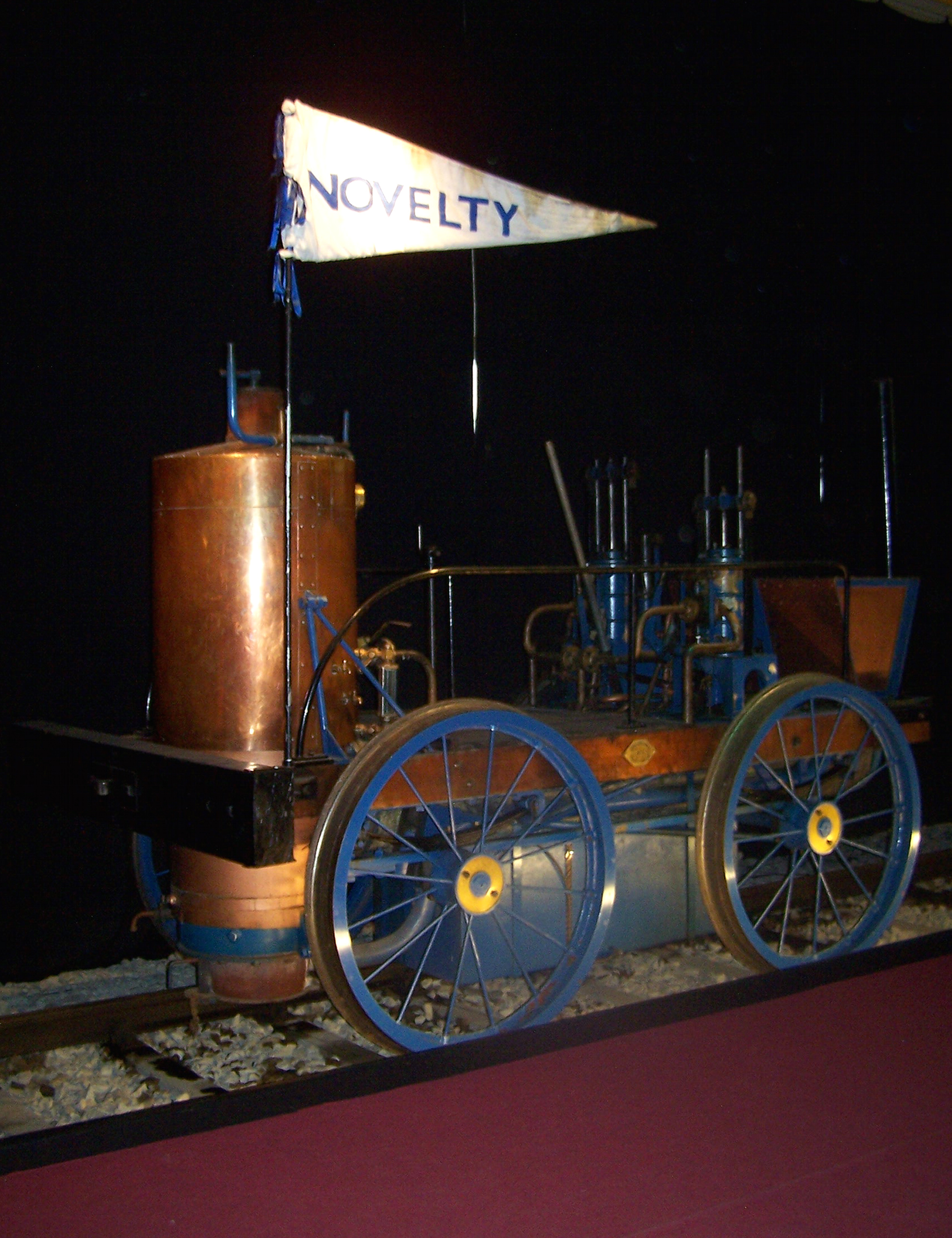
Nachbildung der „Novelty“ bei der Sonderausstellung Adler, Rocket & Co. im Verkehrsmuseum Nürnberg

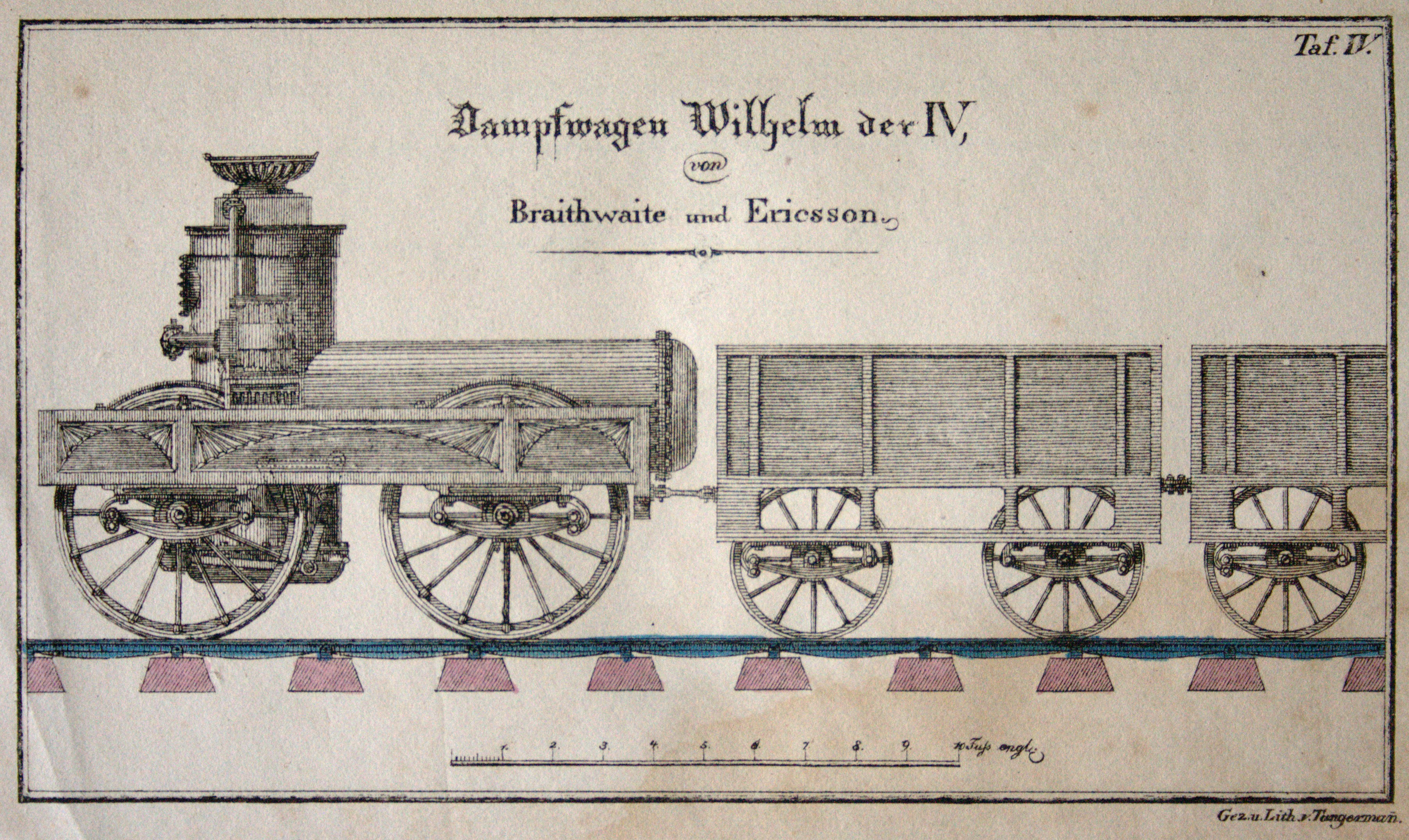
Zeichnung einer Dampflokomotive, benannt nach Wilhelm IV.

Braithwaite war der dritte Sohn von John Braithwaite dem Älteren. Geboren am 1 Bath Place, New Road, London am 19 March 1797, arbeitete er nach seiner schulischen Ausbildung in der Manufaktur seines Vaters, wo er sich selbst zum Technischen Ingenieur weiterbildete und ein begabter Konstruktionszeichner wurde. Im Juni 1818 starb sein Vater und hinterließ die Manufaktur den Brüdern Francis und John. Francis starb 1823, woraufhin John Braithwaite das Geschäft alleine weiterführte. Im Jahre 1817 berichtete er im House of Commons über die Dampfboot-Explosion in Norwich, und im Jahr 1820 sorgte er im House of Lords für eine luftpumpengestütze Belüftung. 1822 baute er die "donkey engine" (eine dampfbetriebene Winde), und 1823 goss er die Statue des Duke of Kent von Sebastian Gahagan, die am Portland Place in London aufgestellt wurde.
Er wurde im Jahr 1827 mit George und Robert Stephenson bekannt gemacht und lernte ungefähr zur gleichen Zeit Captain John Ericsson kennen. Im Jahr 1829 konstruierten Braithwaite und Ericsson für das Rennen von Rainhill die Lokomotive The Novelty. Diese Dampflokomotive war die erste, die eine Meile in unter einer Minute (genauer gesagt, 56 Sekunden) schaffte.

## Feuerwehrfahrzeuge

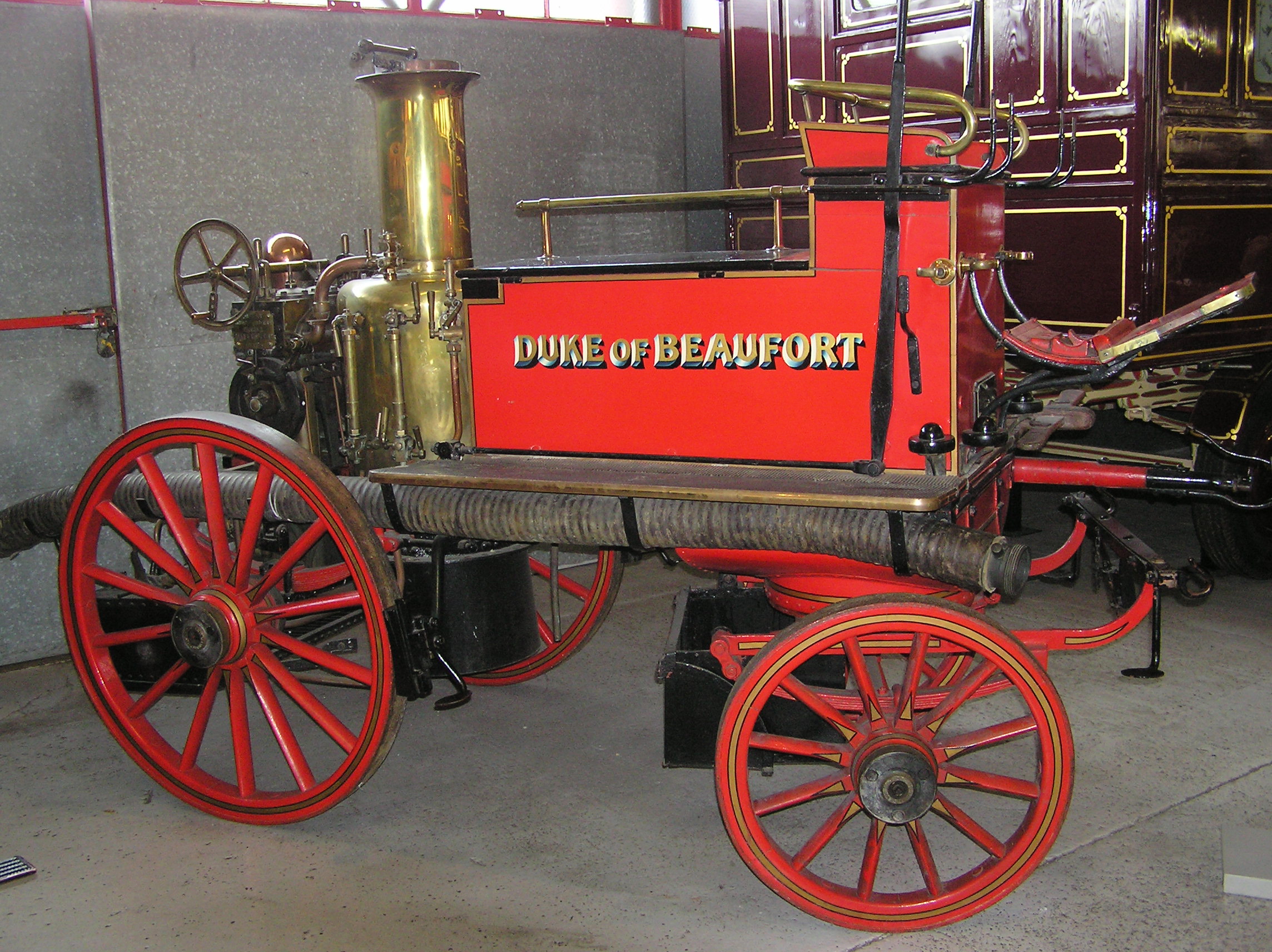
Von Pferden gezogenes, dampfbetriebenes Feuerwehrfahrzeug, 1906 in England

Zu dieser Zeit entwickelte Braithwaite das erste nutzbare dampfbetriebene Feuerwehrfahrzeug, welches letztendlich von einem Londoner Mob zerstört wurde. Es hatte allerdings zuvor gute Dienste geleistet beim Brand des English Opera House im Jahr 1830, beim Feuer in den Argyle Rooms (ebenfalls in 1830) und beim Großbrand im Palace of Westminster 1834. Die Pumpe hatte eine Leistung von zwei Tonnen Wasser je Minute, wurde mit Koks befeuert und war binnen 20 Minuten auf Arbeitstemperatur; allerdings rief die Maschine bei den Feuerwehren der Zeit soviel Neid hervor, dass der Erfinder aufgeben musste. Er baute allerdings bald darauf vier weitere Pumpen mit größeren Ausmaßen, von denen zwei (in Berlin und Liverpool) sehr zufriedenstellend arbeiteten. Im Jahr 1833 baute John Braithwaite zusammen mit Captain Ericsson einen kalorischen Motor (eine Art Stirlingmotor).

## Bauingenieur
Im darauffolgenden Jahr beendete er seine aktive Mitarbeit im Management der Motorenentwicklung in der New Road. Stattdessen arbeitete er als Bauingenieur für öffentliche Aufträge und wurde grade im Bereich der Fähigkeiten und möglichen Verbesserungen von Lok-Motoren hinzugezogen. 
Im Jahr 1834 projektierte und plante er zusammen mit Charles Blacker Vignoles die Eastern Counties Bahnlinie. 
Die Eisenbahngesellschaft wurde 1836 gegründet, und John Braithwaite wurde kurz nach der Gründung zum leitenden Bauingenieur für den Bau dieser Eisenbahnstrecke. Er entschied sich für eine Spurweite von 5 Fuß, und in dieser Breite wurde die Linie bis Colchester gebaut; die Schwellen wurden allerdings für eine Spurweite bis zu 7 Fuß ausgelegt. Dem Rat Robert Stephensons folgend wurde die Spurbreite nachträglich auf die nationale Weite von 4 Fuß 8½ Zoll reduziert. In späteren Jahren propagierte Braithwaite eine sogar noch schmalere Spurbreite. 
Am 28. Mai beendete er seine offizielle Verbindung mit der Eastern Counties Railway. Während seiner Tätigkeit als Ingenieur in dieser Firma führte er amerikanische Bagger und amerikanische dampfbetriebene Pfahlrammen im Eisenbahnbau ein. Er war Mitbegründer der Railway Times, die er in Zusammenarbeit mit J. C. Robertson als Redakteur im Jahr 1837 herausgab, und blieb bis 1845 Einzelunternehmer. Er begann die Planungen für die direkte Eisenbahnlinie nach Exeter, aber der Eisenbahnwahn seiner Zeit und seine Verbindung mit kommerziellen Spekulationen zwangen ihn, seine Geschäfte im Jahr 1845 abzuwickeln.

## Fachberater
Braithwaite besaß im Jahr 1844 Anteile an einem Patent zur Extraktion von Öl aus Ölschiefer, und entsprechende Werke wurden in der Nähe von Weymouth errichtet, die – wäre er nicht in Schwierigkeiten geraten – durchaus erfolgversprechend waren. Einige Jahre zuvor, 1836–1838, hatten Captain Ericsson und er ein normales Kanalboot mit einem Schraubenantrieb ausgestattet, welches von London aus über die Kanäle bis Manchester und dann über Oxford und die Themse zurück nach London fuhr. Es war das erste und einzige Dampfboot, das die ganze Strecke auf diesen Gewässern zurückgelegt hatte. Das Experiment wurde abgebrochen, weil in den Kanälen Wassermangel herrschte, und weil die Fertigstellung der Eisenbahnlinien zahlende Kunden abziehen ließ. 
1844 und 1846 hielt sich John Braithwaite viel auf dem Kontinent auf und begutachtete Eisenbahnlinien in Frankreich. Nach seiner Rückkehr wurde er im Jahr 1850 beauftragt, den Hafen von Langston zu begutachten und die Brentford-Brauerei zu bauen (1851). Von da an war er hauptsächlich mit Büroarbeiten beschäftigt und arbeitete als Fachberater für aktuelle mechanische Fragen, unter anderem bei Patenten.

## Ehrungen
Braithwaite wurde im Jahr 1819 zum Mitglied der Society of Antiquaries, trat der Institution of Civil Engineers am 13. Februar 1838 bei. Zum Zeitpunkt seines Todes war er eines der ältesten Mitglieder der Royal Society of Arts, in die er im Jahre 1918 aufgenommen worden war. Weiterhin war er Präsident von 17 karitativen Einrichtungen.
Er verstarb sehr plötzlich am 25. September 1870 in 8 Clifton Gardens, Paddington, und wurde auf dem "Kensal Green"-Friedhof beerdigt.

## Veröffentlichungen
1. Supplement to Captain Sir John Ross's Narrative of a second voyage in search of a North-West Passage, containing the suppressed facts necessary to an understanding of the cause of the failure of the steam machinery of the Victory 1835. Auf diese Arbeit veröffentlichte Sir J. Ross im gleichen Jahr noch eine Antwort
2. Guideway Steam Agriculture, by P. A. Halkett, with a Report by J. Braithwaite 1857